# Pareupelmus diversicornis
Pareupelmus diversicornis är en stekelart som beskrevs av Kryger 1951. Pareupelmus diversicornis ingår i släktet Pareupelmus och familjen sköldlussteklar.
Artens utbredningsområde är Österrike. Inga underarter finns listade i Catalogue of Life.